# III Liceum Ogólnokształcące im. Marii Konopnickiej we Włocławku
III Liceum Ogólnokształcące im. Marii Konopnickiej we Włocławku – liceum ogólnokształcące we Włocławku, powstałe w 1918 roku. W obecnym gmachu przy ul. Bechiego 1 liceum funkcjonuje od 1932, budynek wpisany został na listę zabytków we Włocławku.

## Historia

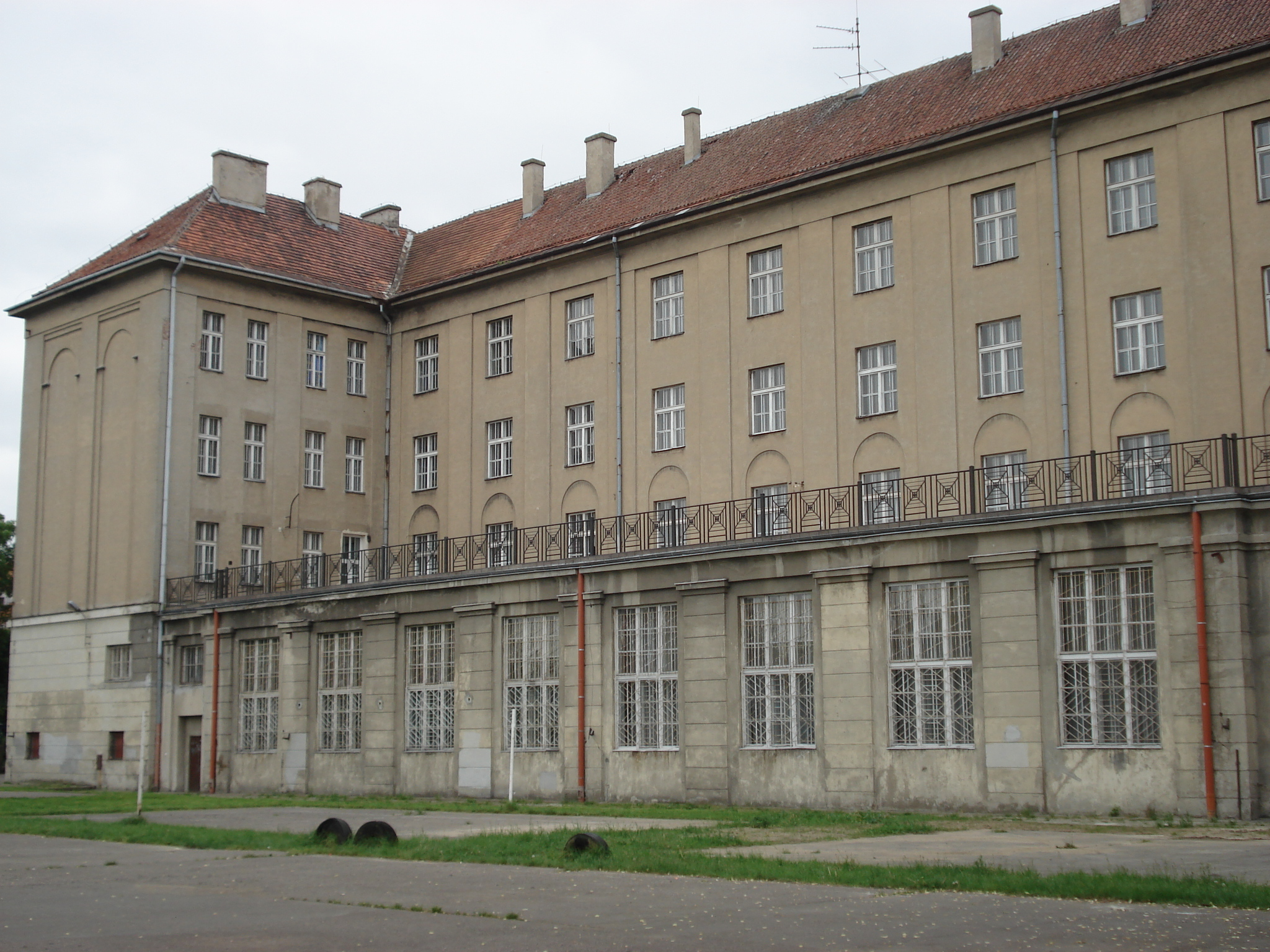
Gmach szkoły przed renowacją dokonaną w 2014 roku

Liceum Ogólnokształcące im. Marii Konopnickiej wywodzi się z działającej jeszcze przed 1918 r. prywatnej 8-klasowej szkoły średniej p. Masłowskiej. 9 czerwca 1918 r. powołano do życia Spółdzielcze Stowarzyszenie Szkolne, które miało wykupić szkołę z rąk prywatnych i zdobyć fundusze na jej prowadzenie. 9 sierpnia Zofia Degen przejęła obowiązki dyrektora Gimnazjum Spółdzielczego. W 1921 r. gimnazjum stało się szkołą państwową i otrzymało imię Marii Konopnickiej. W 1938 r. po raz ostatni rozdano matury po ukończeniu 8. klasy gimnazjum. Szkoła otrzymała nazwę Drugie Państwowe Liceum i Gimnazjum im. Marii Konopnickiej. Obejmowało ono 4-letnie gimnazjum oparte na 6-letniej szkole podstawowej oraz 2-letnie liceum. Już od 1920 r. Zofia Degen–Ślósarska czyniła starania o budowę własnego gmachu szkolnego, a 4 kwietnia 1932 r. po 14 latach funkcjonowania szkoły w budynku przy ulicy Brzeskiej 8 przeniesiono ją do nowego gmachu przy ulicy Bechiego 1. Do 1938 r. włącznie maturę otrzymało 265 osób. 
W pierwszych dniach września 1939 r. gmach szkoły przejęło wojsko polskie, a następnie polski szpital wojskowy. Po jego ewakuacji do szkoły wprowadzono szpital niemiecki, a potem gestapo. Postępował proces dewastacji budynku. Po wysiedleniu gestapo gmach zajęła szkoła średnia dla Hitler-Jugend, później – na resztę lat okupacyjnych, znów niemiecki szpital wojskowy. 
W lipcu 1945 r. powołano liczącą 24 osoby Radę Pedagogiczną Gimnazjum i Liceum Koedukacyjnego. Utworzono 15 klas liczących łącznie 819 uczniów. Decyzją Kuratorium nastąpił podział tymczasowego Koedukacyjnego Gimnazjum na dwie szkoły: Liceum i Gimnazjum (żeńskie) im. Marii Konopnickiej oraz Liceum i Gimnazjum (męskie) im. Ziemi Kujawskiej. W lipcu 1945 r. odbył się po raz pierwszy po wojnie egzamin maturalny. Świadectwa dojrzałości otrzymało 16 dziewcząt i 26 chłopców. W roku 1946 odeszła ze stanowiska dyrektora Zofia Degen–Ślósarska. Jej następczynią została Elżbieta Bąkowska, która kierowała liceum w latach 1947–1954. We wrześniu 1950 r. szkołę reorganizowano. Do Liceum przyłączono Szkołę Podstawową nr 1. W ten sposób powstała jedenastolatka, a jej nazwa brzmiała: Szkoła Ogólnokształcąca Stopnia Podstawowego i Licealnego im. Marii Konopnickiej. Nazwę zmieniono później na: Szkoła Podstawowa i Liceum Ogólnokształcące nr 2 im. Marii Konopnickiej, a następnie na III Liceum Ogólnokształcące im. Marii Konopnickiej. Od września 1954 r. do 1971 r. funkcję dyrektora szkoły pełnił Edward Szałkowski. Potem szkołą kierowali: Michał Baczyński (1971–1972), Franciszek Wypijewski (1972–1980), Mieczysław Urbanowicz (1980–1981), Wiktor Lewandowski (1981–1984), Zdzisław Witkowski (1984–1986), Wanda Wawrzyniak (1986–1995). Od 1 lutego 1995 r. dyrektorem szkoły jest Krystyna Sobczak.

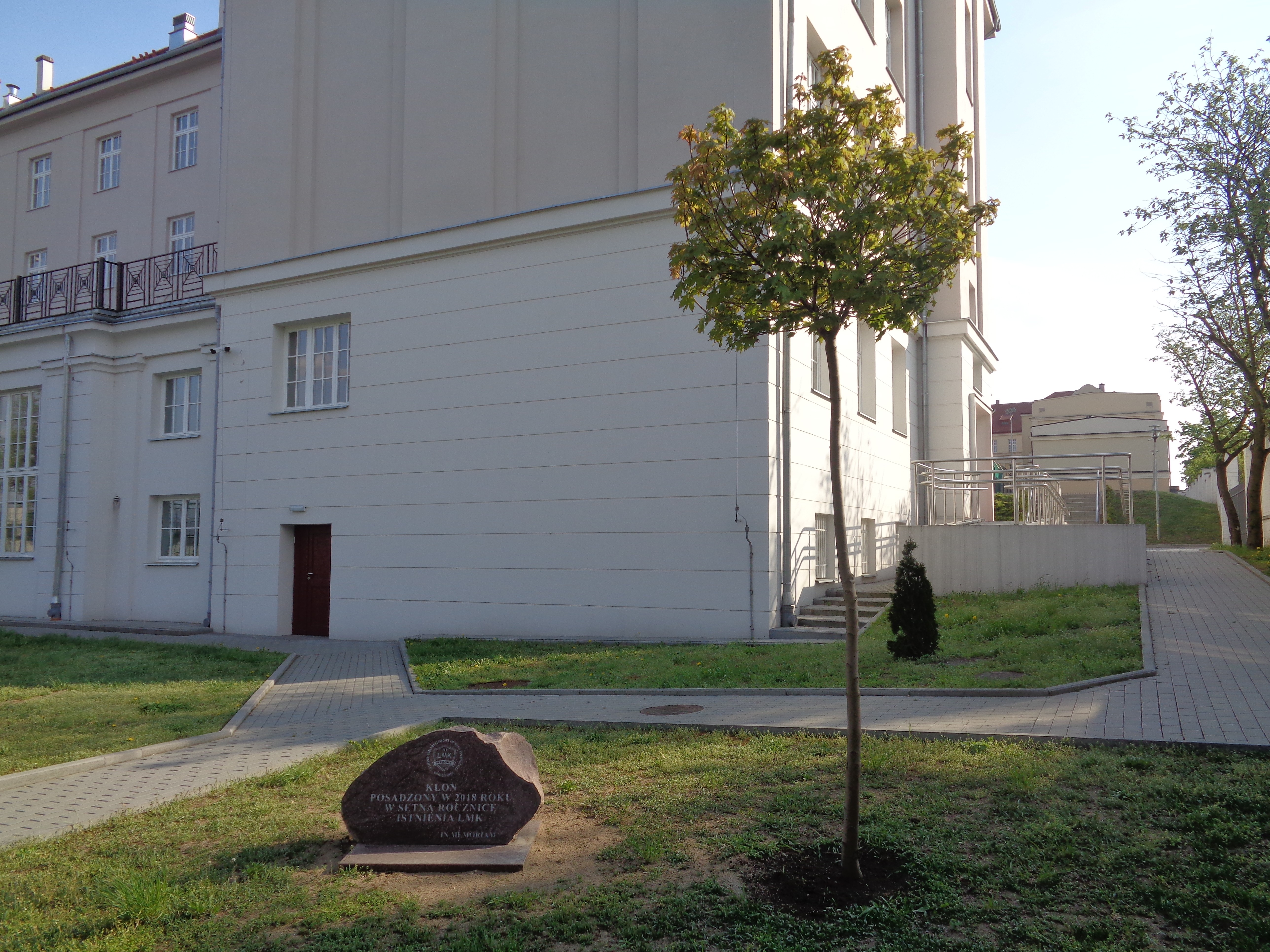
Klon posadzony w 100-lecie istnienia szkoły

W kwietniu Prezydent Miasta Włocławek ogłosił konkurs na dyrektora LMK. Zgłosił się tylko jeden kandydat (ówczesny dyrektor), który nie uzyskał akceptacji Urzędu Miasta Włocławek. 28 czerwca 2010 r. na Radzie Pedagogicznej w Liceum Marii Konopnickiej, naczelnik wydziału oświaty Urzędu Miasta ogłosił, kto od nowego roku szkolnego będzie pełnił obowiązki dyrektora szkoły. Na okres dwóch lat dyrektorem został Stefan Siedlecki, nauczyciel chemii. Zwycięzcą kolejnego konkursu na stanowisko dyrektora LMK 20 czerwca 2012 r. została dotychczasowa wicedyrektor szkoły i nauczycielka języka polskiego, Aneta Jaworska. W 2015 r. zakończył się generalny remont szkoły.

## Dyrektorzy od 1918 roku
- Zofia Degen – Ślósarska 1918 – 1946
- Elżbieta Bąkowska 1947 – 1954
- Edward Szałkowski 1954 – 1971
- Michał Baczyński 1971 – 1972
- Franciszek Wypijewski 1972 – 1980
- Mieczysław Urbanowicz 1980 – 1981
- Wiktor Lewandowski 1981 – 1984
- Zdzisław Witkowski 1984 – 1986
- Wanda Wawrzyniak 1986 – 1995
- Krystyna Sobczak 1995 – 31 VIII 2010
- Stefan Siedlecki 1 IX 2010 – 31 VIII 2012
- Aneta Jaworska 1 IX 2012–

## Znani absolwenci i uczniowie szkoły
- Andrzej Maciej Brzeziński
- Maria Krzemińska-Pakuła
- Zbigniew Stec
- Jerzy Engel
- Andrzej Person
- Łukasz Zbonikowski
- Maria Danilewicz Zielińska
- Wojciech Glabas
- Wiesława Michalska
- Hanna Bieniuszewicz
- Mirosława Nyckowska
- Wiesław Ruciński
- Adam Palma

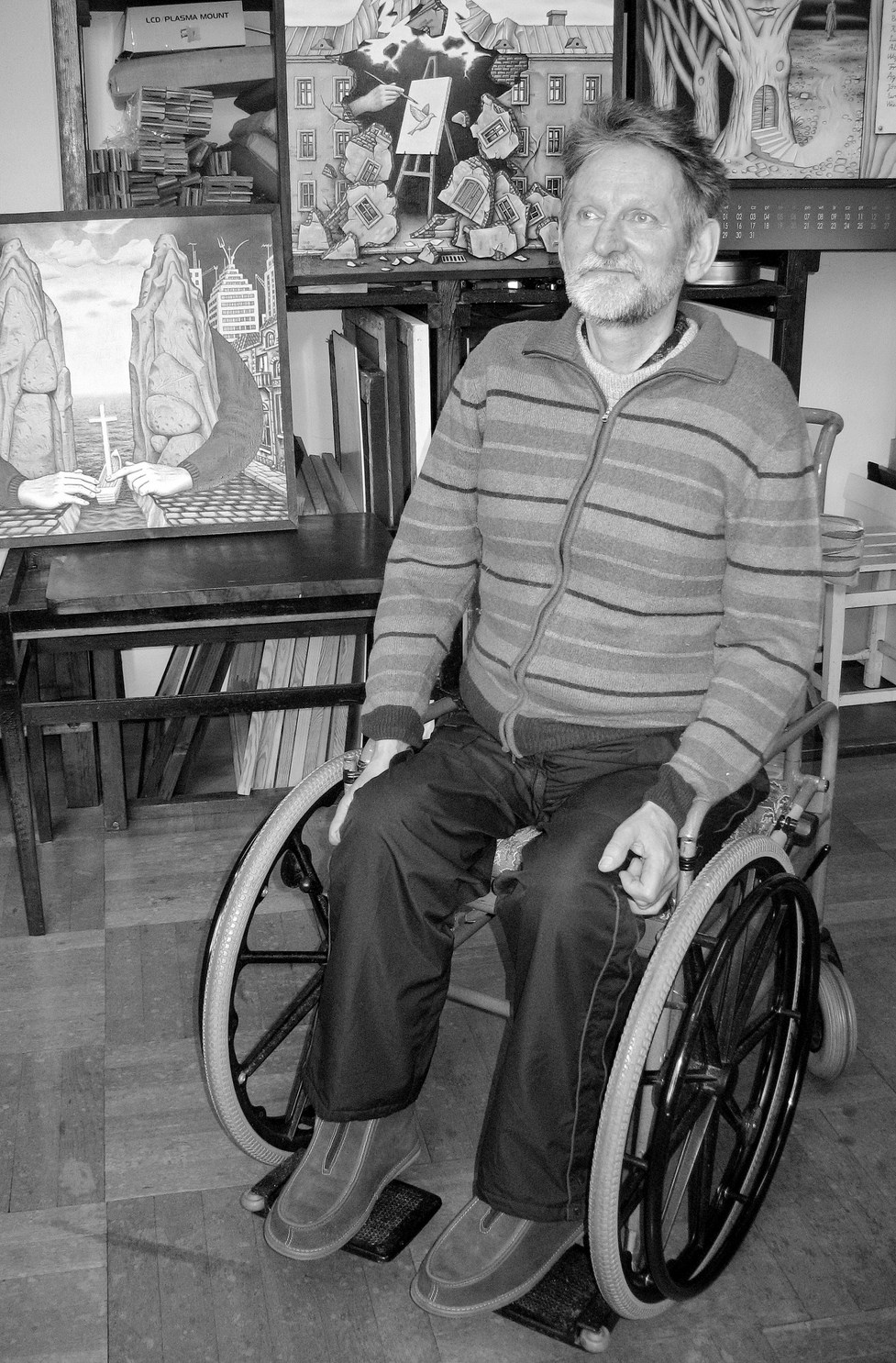
Jednym z absolwentów szkoły był malarz Zbigniew Stec

- Bożena Boczarska (późniejsza nauczycielka tej szkoły)[3]
- Teresa Skubalanka
- Aneta Figiel
- Anna Gembicka
- Wojciech Szymański
- Maria Kalota-Szymańska
- Jacek Gawłowski
- Agnieszka Kowalewska
- Anna Wajcowicz

## Nagrody i wyróżnienia
- 2018: Medal Honorowy za zasługi dla Województwa Kujawsko-Pomorskiego[4]